# The Real Housewives of Salt Lake City
The Real Housewives of Salt Lake City (förkortat RHOSLC) är en amerikansk reality-TV-serie som hade premiär 11 november 2020 på Bravo och fram till februari 2021 visats i en säsong. Serien är det tionde tillskottet i den populära media-franchisen The Real Housewives och följer några inflytelserika kvinnors vardag och vänskap i Salt Lake City, Utah. Första säsongen fokuserade på Lisa Barlow, Mary Cosby, Heather Gay, Meredith Marks, Whitney Rose och Jen Shah. Alla kvinnorna har anknytning till mormonska kyrkan och religionen har en central del i seriens handling.
Olikt många andra Housewives-serier fick RHOSLC övervägande positiv kritik från journalister som särskilt lyfte fram rollbesättningens karismatiska personligheter och det faktum att kvinnorna var framgångsrika entreprenörer och ekonomiskt oberoende sina makar. Första säsongen av serien skapade stor kontrovers inom mormonska kyrkan i Utah då kvinnorna tog upp problem med rasism, hbtq-förakt och exkludering. Mormoner rasade över vad dom ansåg vara en felaktig bild av religionen och de medverkande kvinnorna i serien mottog en mängd arga kommentarer i sociala medier. Första säsongen av RHOSLC blev Bravos starkaste kabel-tv-debut på fem år inom målgruppen 18-49-åringar och rankades bland de topp-fem mest sedda realityserierna år 2020 i samma målgrupp. I februari 2021 meddelade Bravo att serien kommer visas i en andra säsong. 

## Utveckling

### Bakgrund och koncept

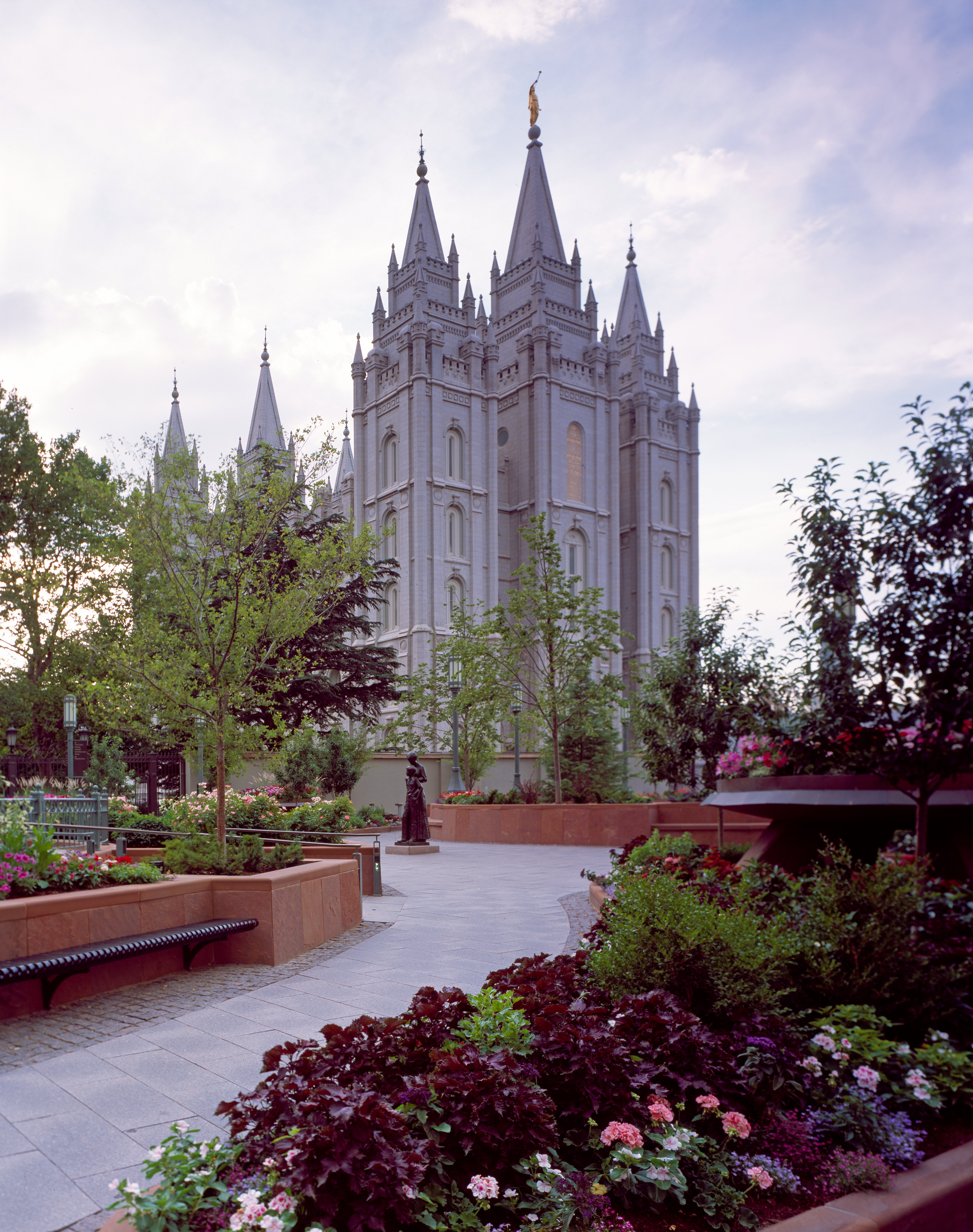
Seriens röda tråd är kvinnor inom mormonska kyrkan i Salt Lake City

The Real Housewives of Salt Lake City är det tionde tillskottet i den amerikanska media-franchisen The Real Housewives vars första serie, The Real Housewives of Orange County, började sändas redan 2006. Dess popularitet bidrog till beslutet att snabbt utöka med nya tillägg som The Real Housewives of New York City och The Real Housewives of Atlanta. Framgångarna uteblev dock med The Real Housewives of Miami som betraktades som en "flopp" och lades ner efter tre säsonger. Det dröjde till 2016 innan Potomac och Dallas lanserades.
Bravo tillkännagav The Real Housewives of Salt Lake City under ett konvent i New York City den 16 november 2019. I en intervju berättade seriens chefsproducent Andy Cohen om seriens koncept och röda tråd vilket skulle vara kvinnor inom mormonska kyrkan i Salt Lake City. Cohen utvecklade med att säga: "Jag har alltid varit väldigt fascinerad av mormoner och ville ha en väg in i deras värld. För längesen gjorde vi en serie om mormoner som aldrig lyckades bli något." Han fortsatte att beskriva de medverkande kvinnorna som "väldigt intressanta" och avslutade: "Alla i serien har någon slags anknytning till religionen." I tidigare Housewives-serier har Bravo låtit rollbesättningen reflektera inspelningsplatsens geografiska och kulturella anknytning. Med exempelvis enbart vita kvinnor i Orange County och Beverly Hills och enbart afro-amerikaner i Atlanta och Potomac. Cohen meddelade att Salt Lake City skulle visa upp en större mångfald än i tidigare serier.

### Inspelning
Merparten av RHOSLC filmades under år 2019 och inspelningarna var helt klara i mars 2020. I februari 2021 meddelade Bravo att man skulle spela in en andra säsong av serien. På grund av covid-19-pandemin är det dock oklart när inspelningarna kommer återupptas.

## Medverkande
Den 3 september 2020 meddelades att serien skulle följa Lisa Barlow, Mary Cosby, Heather Gay, Meredith Marks, Whitney Rose och Jen Shah. Barlow beskrev sig själv som "Mormon 2.0" då hon inte gillar att hålla sig till kyrkans strikta regler. Hon studerade vid Brigham Young University tillsammans med Gay och har varit vän med Marks i tio år. Barlow äger Vida, ett tequila-märke, tillsammans med sin make. Cosby är en "First Lady" inom Pentekostalismen som ärvt sin familjs imperium av kyrkor och restauranger. Villkoret för att få tillgång till arvet var att gifta sig med sin avlidna mormors make, sin styvmorfar. Paret har sedan dess varit gifta i tjugo år och har en son tillsammans. Gay beskrev sig själv som en "hängiven mor och mormon" som var högt uppsatt i kyrkan fram till skilsmässan från sin make. Hon äger sin egen skönhetssalong, Beauty Lab and Laser.
Marks har judiskt påbrå och varit gift i över 25 år och har tre barn med sin make. Hon började sin karriär som fastighetsmäklare i Chicago men efter att blivit brutalt överfallen och rånad valde hon att flytta med familjen till Utah och börja studera vid Gemological Institute of America. Marks äger en egen butik i Park City och ett smyckesföretag som fått uppmärksamhet av artister som Rihanna, Chelsea Handler och Gwyneth Paltrow. Rose, kusin med Gay, och även hon tidigare högt uppsatt i mormonska kyrkan blev exkluderad efter att hon inlett en affär med sin arton år äldre chef. Paret hade år 2020 varit gifta i över tio år och har två barn tillsammans. Rose äger sitt eget hudvårdsmärke Iris and Beau. Shah har tonganskt och hawaiianskt påbrå och konverterade från mormonism till islam efter att hon ansett att mormonismen behandlat mörka personer illa under historiens gång. Shah har två barn tillsammans med maken Sharrieff och är grundare till tre företag inom marknadsföring.

### Tidslinje över medverkande
| Medverkande       | Säsong                | Säsong                | Säsong                | Säsong                | Säsong                |
| Medverkande       | 1                     | 2                     | 3                     | 4                     | 5                     |
|                   | Nuvarande medverkande | Nuvarande medverkande | Nuvarande medverkande | Nuvarande medverkande | Nuvarande medverkande |
| ----------------- | --------------------- | --------------------- | --------------------- | --------------------- | --------------------- |
| Lisa Barlow       | Huvudroll             | Huvudroll             | Huvudroll             | Huvudroll             | Huvudroll             |
| Mary Cosby        | Huvudroll             | Huvudroll             |                       | Biroll                | Huvudroll             |
| Heather Gay       | Huvudroll             | Huvudroll             | Huvudroll             | Huvudroll             | Huvudroll             |
| Meredith Marks    | Huvudroll             | Huvudroll             | Huvudroll             | Huvudroll             | Huvudroll             |
| Whitney Rose      | Huvudroll             | Huvudroll             | Huvudroll             | Huvudroll             | Huvudroll             |
| Angie Katsanevas  |                       | Gästroll              | Biroll                | Huvudroll             | Huvudroll             |
| Bronwyn Newport   |                       |                       |                       |                       | Huvudroll             |
|                   | Tidigare medverkande  |                       |                       |                       |                       |
| Jen Shah          | Huvudroll             | Huvudroll             | Huvudroll             |                       |                       |
| Jennie Nguyen     |                       | Huvudroll             |                       |                       |                       |
| Monica Garcia     |                       |                       |                       | Huvudroll             |                       |
|                   | Övriga medverkande    |                       |                       |                       |                       |
| Angie Harrington  | Gästroll              | Gästroll              | Biroll                |                       |                       |
| Danna Bui-Negrete |                       |                       | Biroll                | Gästroll              |                       |
| Britani Bateman   |                       |                       |                       |                       | Biroll                |
| Meili Workman     |                       |                       |                       |                       | Biroll                |

## Handling
"Vi har alltid varit ute efter att välja städer där det finns unika personligheter och kanske förvåna folk då och då, välja otippade platser. Jag tror att tittarna kommer bli väldigt förvånade, nyfikna och att dom kommer gilla gruppen av kvinnor vi har valt ut i Salt Lake City."
Likt andra Housewives-serier följer RHOSLC en grupp kvinnor i vardagen, deras vänskaper och arbeten. People Magazine sammanfattade: "Serien följer en exklusiv cirkel som lever sina liv i en societet vars drivkraft är religion, skönhet, välstånd och perfektion. Men den här gruppen av vänner är kanske inte så sammansvetsade som man kan tro vid första anblick."
Säsong 2 av serien fortsatte med flera parallella handlingar. Inspelningen stormades av amerikanska säkerhetspolisen, FBI, och ett SWAT-team vilka var ute efter att arrestera Shah. Händelsen, som chockade de övriga kvinnorna, blev snabbt huvudfokus under säsongens gång. Det stod senare klart att Shah anklagades för telemarketingbedrägeri och penningtvätt och om skyldig väntades få upp till 40 år i fängelse. Andra kontroversiella handlingar var anklagelserna mot Cosby och att hennes kyrka egentligen är en kult med henne som tyrannisk ledare samt Nguyens äktenskap med sin makes önskan att ha flera fruar.

## Mottagande
Olikt många andra Housewives-serier mottogs The Real Housewives of Salt Lake City mycket väl av kritiker. Sadie Gennis från Variety tyckte att serien kändes "fräsch" och "lovande" på grund av sin större religiösa infallsvinkel jämfört med andra Housewives-serier. Madeleine Aggeler från The Cut beskrev serien som helt "absurd" men utropade: "Om du inte tittar än, vad håller du då ens på med!?". Hon fortsatte: "Redan i första avsnittet får vi maxat drama med kvinnor som skriker på varandra i galet dyra klänningar och några av de roligaste one-liners jag någonsin hört". Lea Palmieri från webbplatsen The Decider beskrev RHOSLC som den mest lovande nya Bravo-serien med massor av "mode, pengar och stora egon".
Jennifer O'Brien från Screen Rant uppskattade att de medverkande kvinnorna inte höll tillbaka utan var helt öppna med sina liv och därmed motbevisade kritiker som avfärdat serien som "religiöst hemlighetsmakeri". O'Brien lyfte fram att kvinnorna inte är några "hemmafruar" utan istället mycket framgångsrika entreprenörer som står på sina egna ben utan makarna. Den brittiska webbplatsen Pop Sugar berömde kvinnornas karismatiska personligheter och fascinerande livsberättelser. Pop Sugar sammanfattade: "Vem hade kunnat ana att Salt Lake City, Utah skulle vara den perfekta platsen att vända Real Housewives till respektabel TV-underhållning?" Alex Zaragoza från Vice förklarade seriens framgångar med att den gav en inblick i en annars "mycket stängd och privat värld där allt handlar om perfekta fasader". Zaragoza fortsatte: "Det är sällsynt att man får se inom deras [mormoners] värld vilket gör RHOSLC så spännande och häpnadsväckande." Doreen Félix vid The New Yorker beskrev serien som en "guilty pleasure"

### Kontrovers
"Inte nog med att kvinnorna kontinuerligt bryter koden för hur Mormoner ska uppföra sig med alkohol, svärande och äktenskapsproblem så belyser dom även vad som verkar vara stora problem med rasism och exkluderande inom kyrkan."
Efter premiär mottog The Real Housewives of Salt Lake City massiv kritik från mormonska influencers som rasade över hur deras religion porträtterades i TV. De medverkande kvinnorna fick en mängd klagomål och arga kommentarer från privatpersoner på sociala medier. En av kyrkans tidskrifter, Deseret News, uppskattade inte hur mormoners kultur och anseende "vanhedrades" och kritiserade "en rad felaktigheter och felaktiga antaganden om kyrkan". Särskilt kontroversiell blev en kommentar av Gay där hon sade: "Jag växte upp med att inte försöka gilla att dricka alkohol, röka, svära eller att inte älska rapmusik, svarta män eller homosexuella". Andra medverkande i serien antydde om problem med rasism. Deseret News avfärdade serien och kommenterade: "Det förekommer alkoholkonsumtion, svärande och prat om sex vilket är högst olämpligt för vilken Real Housewives-serie som helst men främst för en serie vars publik utgörs av religiösa familjer med religiösa värderingar." Kyrkans uttalanden möttes dock med kritik då dessa inte specifikt tillbakavisade problemen med rasism.
I ett svar på kritiken kommenterade Cohen: "Det är många som kommer tycka att serien inte representerar Salt Lake City eller mormonska kyrkan- det har vi aldrig sagt att den ska göra heller. Den representerar en specifik grupp av kvinnor och deras personliga erfarenheter."

## Sändningshistorik och tittarsiffror i USA
Första avsnittet av RHOSLC hade premiär på Bravo 11 november 2020 och avsnitten visades därefter veckovis på onsdagskvällar klockan 22:00. Sammanslaget från alla plattformar hade premiäravsnittet 3,2 miljoner visningar. Serien blev därmed Bravos starkaste debut på kabel-TV inom målgrupperna 25-54-åringar och 18-49-åringar sedan 2016. Första säsongen rankades bland de topp-fem mest sedda realityserierna på kabel-tv år 2020 (inom målgruppen 18-49-åringar).